# Robert Schiess
Robert Schiess (* 1896 in Cham; † 1956 in Ischia, Italien) war ein Schweizer Maler.

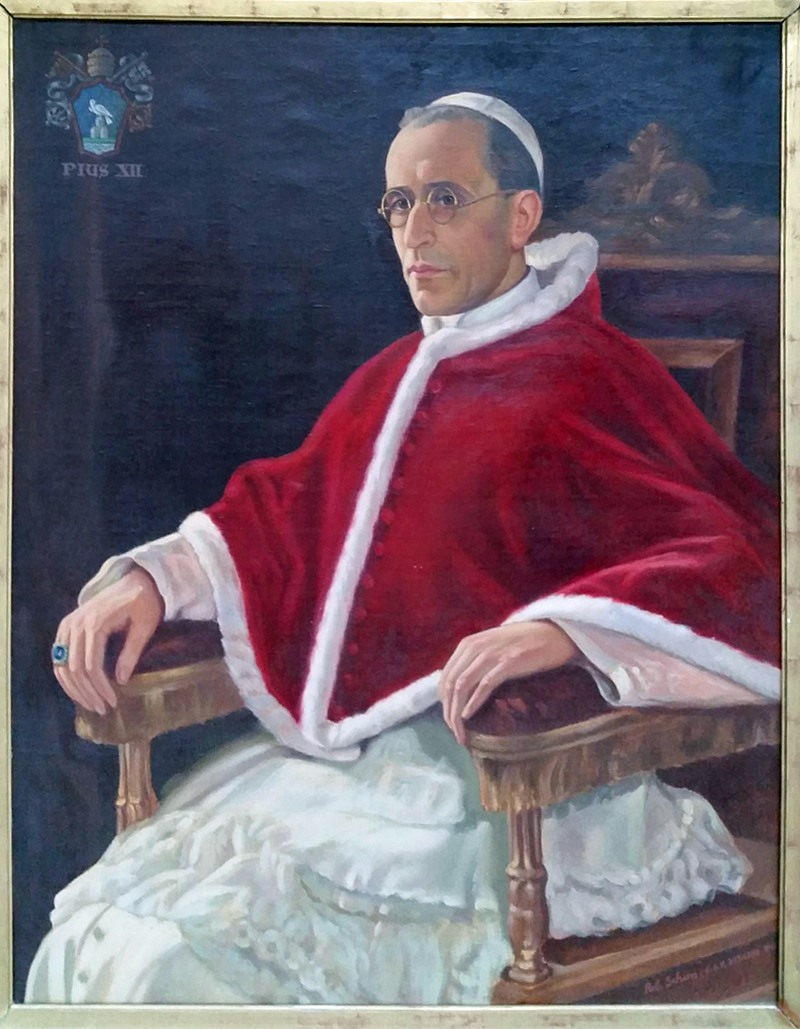
Das Bild von Papst Pius XII., gemalt von Robert Schiess, hängt im Fürstensaal des Klosters Einsiedeln

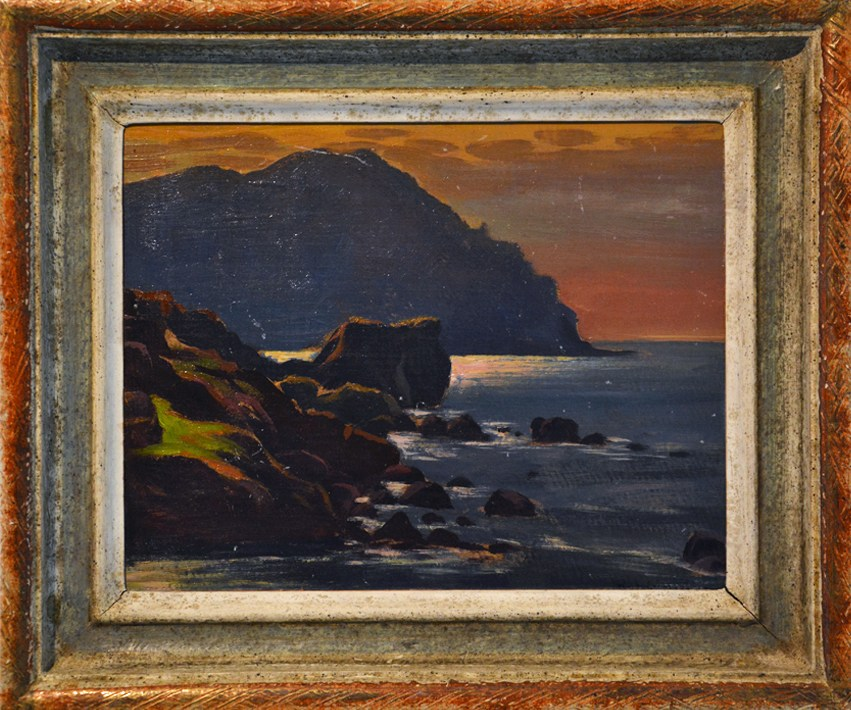
Küstenlandschaft

## Leben
Robert Schiess wurde 1896 in Cham, Schulhausstrasse 14 geboren. Die Malerei erlernte er in Altdorf. Nach der Ausbildung arbeitete er zunächst in Lausanne. Zur Verfeinerung der Künste unternahm Schiess um 1920 eine Studienreise nach Italien. Nach einigen mageren Künstlerjahren trat Robert Schiess von 1923 bis 1927 in den Dienst der Päpstlichen Schweizergarde. Der Dienst im Vatikan ermöglichte es Schiess, sich weiterzubilden. Aufmerksam geworden auf sein Talent, wurde er auf Empfehlung durch Herren von Schulthess, in den Kreis um den berühmten Maler Philip Alexius de László eingeführt. Mit ihm bereiste Schiess 1928 die ganze Welt. Stationen der Reisen waren u. a. Amerika, Afrika, Spanien, Frankreich und wiederum Italien. Tief beeindruckt war er von dem ägyptischen Hof, wo beide Künstler längere Zeit verweilten.
1933 kehrte Schiess zurück nach Italien und nahm seinen Dienst in der Schweizergarde bis 1951 wieder auf. In dieser Zeit war er sehr produktiv und malte nicht nur für den Vatikan, sondern fertigte auch viele Auftragsbilder für wohlhabende Bürger. Neben Porträts malte Schiess Landschaftsbilder. Seine große Vorliebe galt aber der Erstellung von Kopien alter Meister. Hier perfektionierte er seine Kunst und konnte sein Können zeigen. Dies brachte Schiess grosse Anerkennung ein und der Vatikan beauftragte ihn wiederum mit der Anfertigung von Porträts sämtlicher Obersten der Schweizergarde. Ab 1952 lebte Schiess auf Ischia, zunächst bei Freunden, später für immer. Licht und Schatten dieser reizvollen Insel hatten es ihm angetan. 1955 heiratete er auf Ischia, wurde jedoch kurz darauf krank und verstarb 1956, im Alter von 60 Jahren.

## Werke (Auswahl)
- Papstbild im Fürstensaal, Einsiedeln
- Porträts der Obersten der Schweizergarde, Vatikan
- Wandbilder in der Kapelle St. Martin, Vatikan (1924)
- Kopien christlicher Darstellungen z. B. Maria mit Kind von Anthonis van Dyck (1925)
- Porträts, Landschaftsbilder
- Gemälde Mutter von der Immerwährenden Hilfe, Vatikan (1939) - Fotos K.E. 2024-08-30, 9430ff, Redemptoristen Mariawil, Baden AG